# Bure-les-Templiers
Bure-les-Templiers is een gemeente in het Franse departement Côte-d'Or (regio Bourgogne-Franche-Comté) en telt 150 inwoners (1999). De plaats maakt deel uit van het arrondissement Montbard.

## Geografie
De oppervlakte van Bure-les-Templiers bedraagt 32,5 km², de bevolkingsdichtheid is 4,6 inwoners per km².
De onderstaande kaart toont de ligging van Bure-les-Templiers met de belangrijkste infrastructuur en aangrenzende gemeenten.

## Demografie
Onderstaande figuur toont het verloop van het inwonertal (bron: INSEE-tellingen).